# Шульгин, Алексей Анатольевич
Алексей Анатольевич Шульгин (род. 1963, Москва) — российский художник, куратор, музыкант.

## Биография
Родился в 1963 году в Москве. В 1986 году окончил Московский государственный институт стали и сплавов. С 1982 начал заниматься творческой фотографией.
Работая фотографом в проектном институте «Гипронефтеспецмонтаж», перебирая производственный архив 1950-60-х годов, отобрал и подготовил проект — «Чужие фотографии» (1987). Фотографии из проекта «Чужие фотографии» многократно выставлялись и публиковались.

Мне пришла в голову идея серии [«Чужие фотографии»], в которой я присваиваю себе авторство анонимных фотографий. Таким образом, я мог ещё раз состояться как фотохудожник (ни разу не щёлкнувший затвором) уже после виденной мной смерти фотоискусства. Хотелось вставить эти снимки в художественный контекст — участвовать в выставках, вывозить их в иностранные галереи… Когда, наконец, серия нашла своё признание, я окончательно понял, что фотография — не авторское искусство. В мире существует огромное количество фотокамер, и шедевры возникают непроизвольно, просто благодаря случайному направлению объектива в ту или иную сторону. 
В 1987 году основал группу «Непосредственная фотография». В 1994 году создал электронную фотогалерею «Hot Pictures» в Интернете. В 1995 году основал «Moscow WWWArt Centre». В 1997 году изобрел «Form Art». С 1994 года преподавал в Лаборатории современного фотоискусства в проекте «Объединенные Художественные Мастерские».
В 1997 году запустил веб-сайт «Easylife.org». В 1998 году основал киберпанк-рок-группу «386 DX». В 1999 году — вебмастер FUFME, Inc.
С 2003 года работает над «Runme.org», открытой базой данных «software art». С 2004 года стал совладельцем галереи «Электробутик». Участник множества персональных и групповых выставок, фестивалей и конференций по современному и медиа искусству в России и за рубежом. С группой «386 DX» дал более ста концертов во многих уголках мира. С 2007 года преподаёт медиа-арт в Московской школе фотографии и мультимедиа им. Родченко.

## Работы находятся в собраниях
- Государственный Центр современного искусства, Москва.
- Московский Дом фотографии, Москва.
- Музей актуального искусства ART4.RU, Москва.
- Галерея искусств Коркоран, Вашингтон, США.
- Центр гуманитарных исследований Гарри Рансома, Университет штата Техас, Остин, США.
- Музей фотоискусства, Одензее, Дания.

## Премии
- Лауреат Премии Кандинского в категории «Медиа-арт. Проект года.» (совместно с Аристархом Чернышёвым в составе группы Электробутик), 2009 г.[6]
- Почётное упоминание Prix Ars Electronica, за проект «386dx», 1999 г.

## Персональные выставки
- 2012— «Electroboutique. Реквием. Прощальная выставка» , Мультимедиа Арт Музей, Москва
- 2008 — «Крити-поп» (совместно с Аристархом Чернышёвым). Московский музей современного искусства, Москва
- 2005 — «Beauty Inside». XL Галерея, Москва.
- 2002 — «Чужие фотографии». Московский дом фотографии, Москва.
- 1994 — «Чужие фотографии». ЦДХ, Москва.
- 1994 — «Телевизоры. 1989—1993». XL Галерея, Москва.
- 1993 — «Кто я — Искусство выбора». Галерея «Школа», Галерея «Юнион», Москва.
- 1992 — «Скрытая энергия». L Галерея, Москва.
- 1992 — «10 лет в искусстве». Галерея в Трёхпрудном переулке, Москва.
- 1989 — «Алексей Шульгин». Галерея «Finnfoto». Хельсинки, Финляндия
- 1989 — «Жизнь фотографа» (совм. с С. Леонтьевым). «Каширка», Москва.
- 1988 — «Чужие фотографии». Фотоклуб г. Ухта, Коми АССР.
- 1984 — Квартирная выставка, Москва.

## Дискография

### 386 DX
- 2000 — «The Best Of»
- 2002 — «Legend Of Russian Rock»
- 2021 — «Biggest Smash Hits»
- 2023 — «Free Delivery»

## Публикации в книгах
- В. Мизиано «Die zeitgenossische Photographie in der Sowjetunion» Edition Stemmle, 1988
- Под редакцией: Walker, Ursitti & McGinniss. Photo Manifesto: Contemporary Photography in the USSR. Издательство: Stewart, Tabori & Chang. 1991. Нью-Йорк (США). ISSN 1-55670-199-3
- Evgeny Berezner, Irina Chmyreva, Natalia Tarasova and Wendy Watriss. «Contemporary Russian Photography», FotoFest 2012 Biennial Houston.

## Теле-интервью
- vbs.tv